# Bonares (kommunhuvudort)
Bonares är en kommunhuvudort i Spanien.   Den ligger i provinsen Provincia de Huelva och regionen Andalusien, i den sydvästra delen av landet, 400 km sydväst om huvudstaden Madrid. Bonares ligger 87 meter över havet och antalet invånare är 5 257.
Terrängen runt Bonares är platt. Runt Bonares är det ganska glesbefolkat, med 35 invånare per kvadratkilometer. Närmaste större samhälle är Moguer, 14,9 km väster om Bonares. Trakten runt Bonares består till största delen av jordbruksmark.